# Vito Melito
Vito Melito (Ariano Irpino, 3 ottobre 1945 – Bologna, 28 giugno 2019) è stato un ultramaratoneta e maratoneta italiano.

## Biografia
Il 22 marzo 1980 con il tempo di 2h59'47" stabilì il primato italiano dei 50 km su pista. In carriera oltre a correre varie maratone (ottenne anche un quarto ed un settimo posto ai campionati italiani in questa disciplina) di livello nazionale con piazzamenti sul podio o immediatamente fuori dal podio corse in più occasioni la 100 km del Passatore, gara che vinse in totale per quattro volte, tre delle quali consecutive tra il 1976 ed il 1978, oltre ad un secondo posto nel 1979. Vinse anche una edizione della 50 km di Romagna, ottenendo poi vari altri podi e piazzamenti di rilievo in altre edizioni di questa stessa gara e della Pistoia-Abetone Ultramarathon. Nel 1988, all'età di 43 anni, ha inoltre partecipato ai Campionati del mondo di 100 km, piazzandosi in diciassettesima posizione con un tempo di 7h27'56".

## Campionati nazionali
1971
- 4º ai campionati italiani di maratona - 2h25'08"

1972
- 7º ai campionati italiani di maratona - 2h34'11"

1977
- 13º ai campionati italiani di maratona - 2h26'49"[3]

## Altre competizioni internazionali
1976
- Oro alla 100 km del Passatore ( Firenze-Faenza) - 7h07'46"

1977
- Oro alla 100 km del Passatore ( Firenze-Faenza) - 6h50'02"

1978
- 97º alla Maratona di Boston ( Boston) - 2h26'50"[4]
- Oro alla 100 km del Passatore ( Firenze-Faenza) - 6h40'31"

1979
- 83º alla Maratona di New York ( New York) - 2h29'49"[5]
- Argento alla 100 km del Passatore ( Firenze-Faenza)

1980
- Bronzo alla Pistoia-Abetone Ultramarathon ( Pistoia), 53 km - 3h47'20"

1981
- Oro alla 100 km del Passatore ( Firenze-Faenza) - 6h53'15"

1983
- 4º alla Pistoia-Abetone Ultramarathon ( Pistoia), 53 km - 3h51'25"
- Oro alla 50 km di Romagna ( Castel Bolognese), 46 km - 2h56'09"

1984
- Bronzo alla Pistoia-Abetone Ultramarathon ( Pistoia), 53 km - 3h56'40"
- Argento alla 50 km di Romagna ( Castel Bolognese), 48,5 km - 3h00'31"

1986
- 4º alla 50 km di Romagna ( Castel Bolognese), 48,5 km - 2h58'16"

1987
- 12º alla Pistoia-Abetone Ultramarathon ( Pistoia), 53 km - 4h05'25"

1989
- 6º alla 100 km del Passatore ( Firenze-Faenza) - 7h56'11"
- 8º alla 50 km di Romagna ( Castel Bolognese), 48,5 km - 3h02'29"

1990
- Argento alla 50 km di Romagna ( Castel Bolognese), 48,5 km - 3h03'11"